# Eisengallustinte

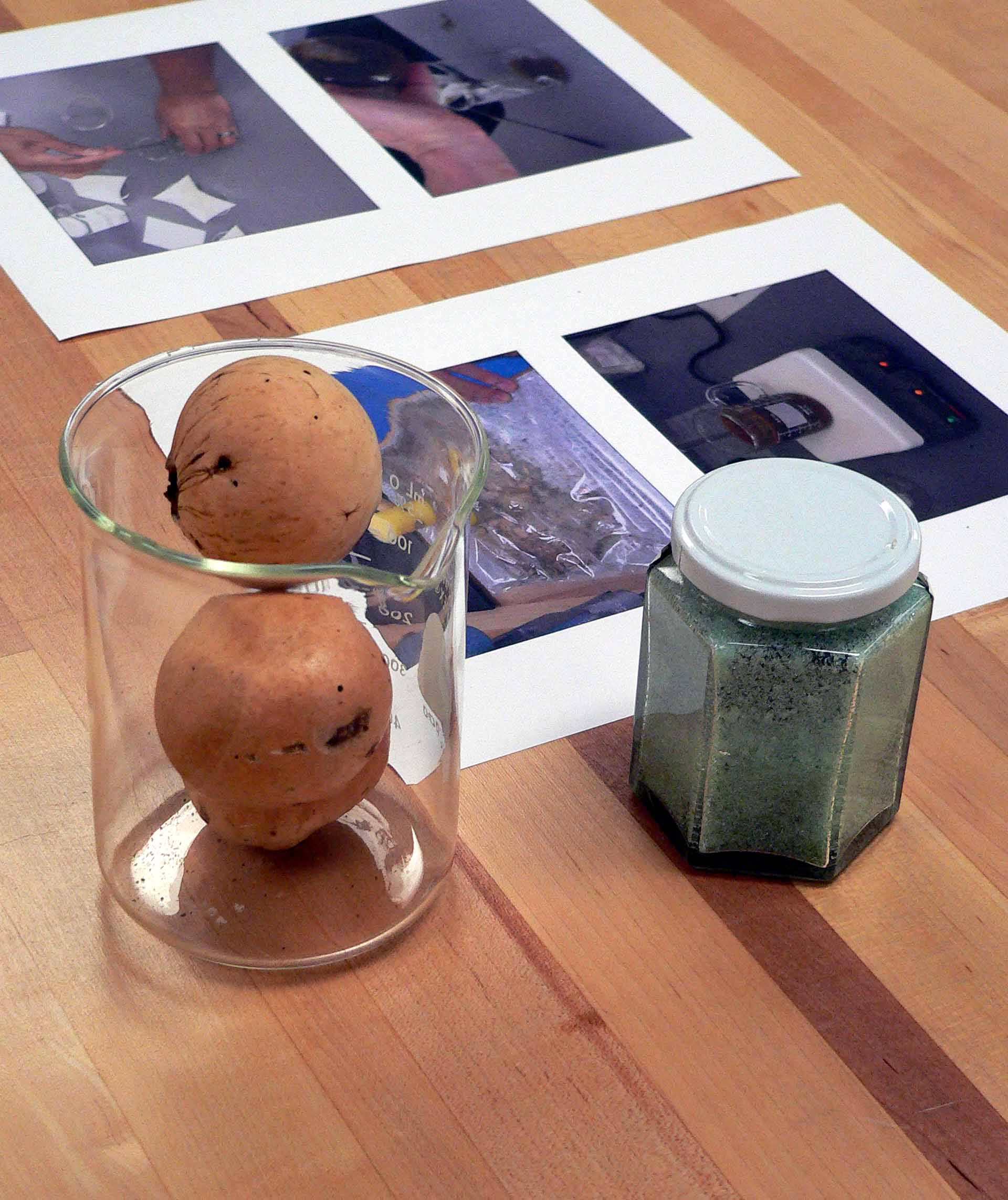
Galläpfel und Eisen(II)-sulfat

Eisengallustinte (oder kurz: Gallustinte) ist eine seit dem 3. Jahrhundert v. Chr. gebräuchliche dokumentenechte schwarze Tinte, die sich gut mit Stahlfedern, allerdings schlecht mit Füllfederhaltern (Verstopfungsgefahr) schreiben lässt.

## Herstellung und Zusammensetzung

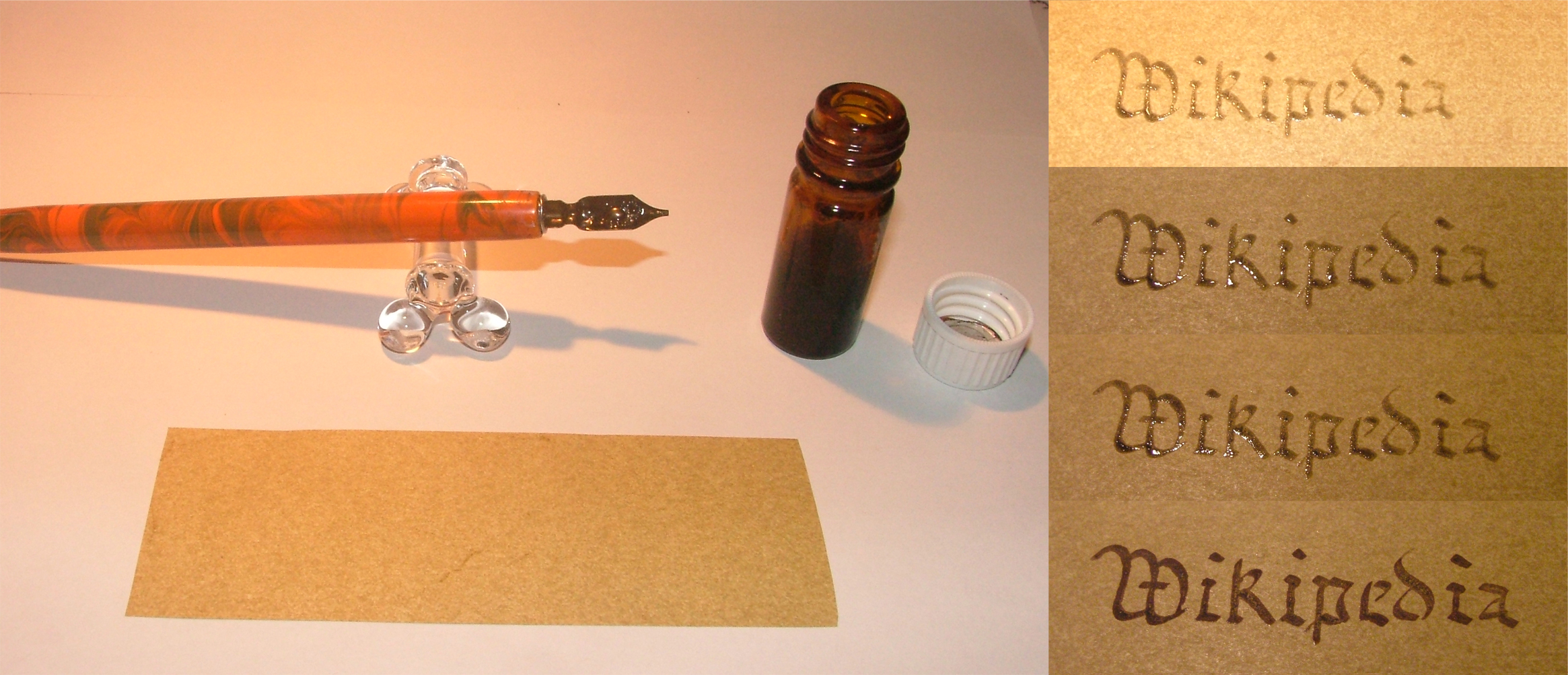
Das Wort „Wikipedia“ mit einer Eisengallustinte geschrieben und dann sofort und nach 8 s, 40 s und 3 min fotografiert

Die Herstellung im Mittelalter erfolgte meist aus Eisen(II)-sulfat (Eisenvitriol), Galläpfeln bzw. Pflanzengallen, Wasser und, um das Gemisch in Suspension zu halten, Gummi arabicum (oder auch Kirsch- oder Pflaumengummi).
Die getrockneten Galläpfel werden zerstampft und zerkocht, wobei Gallussäure (aus Tannin) entsteht. Hinzu wird das Eisensulfat und das Gummi arabicum gegeben. Die Reaktion zwischen den sauren Gerbstoffen der Galläpfel mit den Eisensalzen des Sulfats bewirkt den schwarzen Farbstoff der Tinte. Das Gummi arabicum verhindert Ausflockungen, bewirkt eine bessere Schreibbarkeit und fungiert als Bindemittel. Als Emulgator führt es dazu, dass die Komponenten besser wirken, schützt den Untergrund vor der korrosiven Wirkung der sauren Bestandteile der Tinte und verleiht ihr Spannung und Glanz. Durch luftdichten Verschluss kann die Tinte zusätzlich konserviert und noch besser vor Ausflockungen geschützt werden.
Die fertige Tinte entsteht erst auf dem Papier mit Luftsauerstoff durch Oxidation des zweiwertigen Eisens zu dreiwertigem Eisen, welches mit der Gallussäure eine tiefschwarze Komplexverbindung eingeht. Dies dauert rund einen Tag. Damit die Tinte beim Schreiben besser sichtbar ist, wird noch ein Farbstoff wie Methylblau hinzugegeben, der später verblasst.
Dies wurde bei den Vertragstinten teilweise als Stilelement ausgenutzt. Die Tinten schrieben schwarzblau und wurden nach dem Trocknen mehr oder weniger schwarz.
Aber auch die Eisengallustinte selbst kann unter ungünstigen Bedingungen im Laufe der Jahre verblassen. Verblasste Eisengallus-Schriften können mit einer Lösung von Kaliumhexacyanidoferrat(II) mit überschüssiger Salzsäure wieder sichtbar gemacht werden.

## Verbreitung

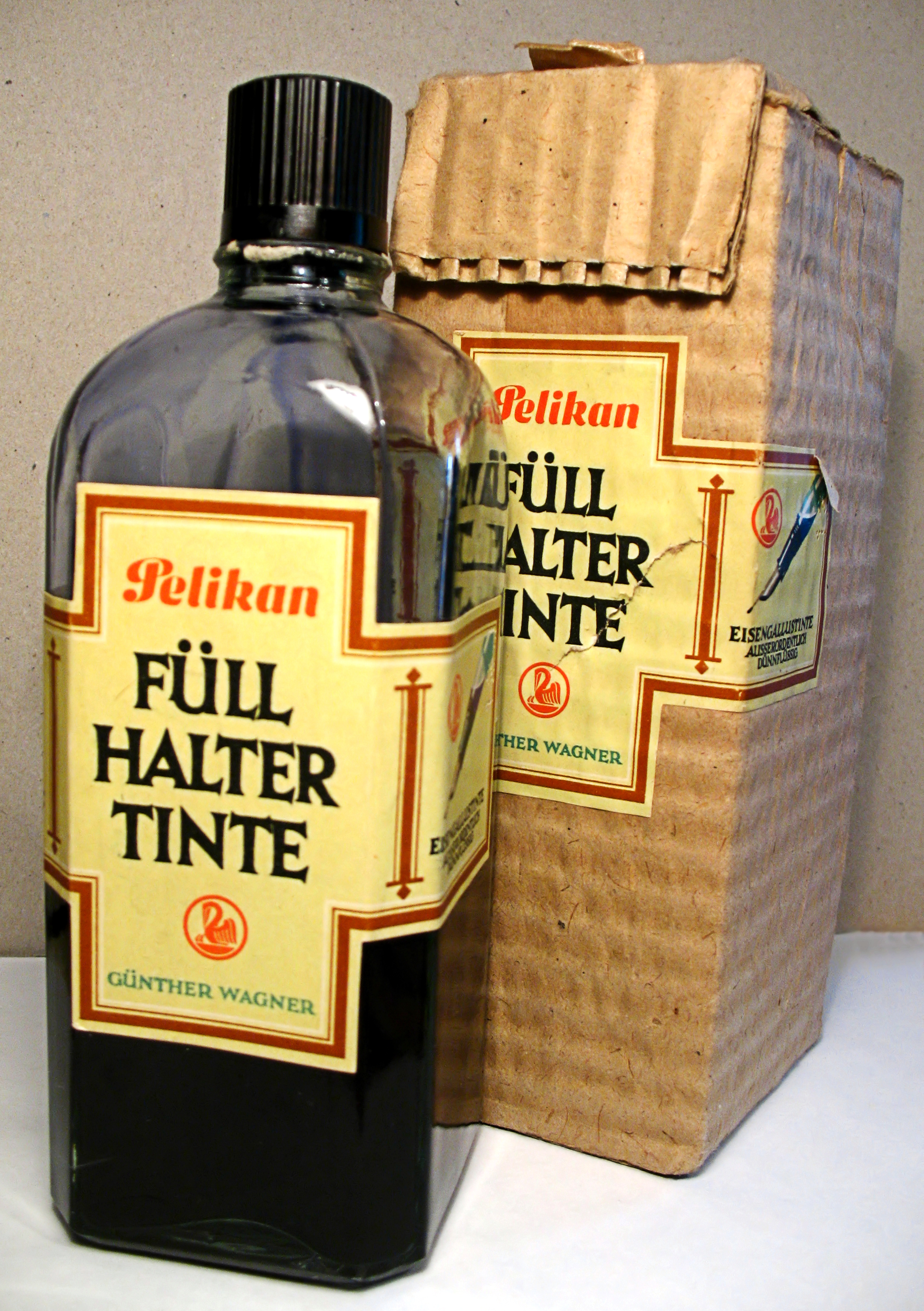
Nachfüllbehälter Liter, 1950er Jahre

Die Eisengallustinte gilt als wichtigste Tinte des Mittelalters und der Neuzeit bis ins 20. Jahrhundert. Besonders im europäisch geprägten Kulturkreis wurden eine Vielzahl (offizieller) Dokumente mit Eisengallustinte verfasst, darunter der Codex Sinaiticus, die Magna Carta sowie die Unabhängigkeitserklärung der Vereinigten Staaten von Amerika aber auch die Theorien Isaac Newtons und Briefe von Charles Darwin. Auch in die Kunst fand die Tinte Eingang. So wurden einige Zeichnungen von Leonardo da Vinci, Rembrandt van Rjin, Vincent van Gogh und Partituren von Johann Sebastian Bach in Eisengallustinte ausgefertigt.
Diese Vertragstinten (und teilweise auch Kanzleitinten) waren bis in die 1960er Jahre auch für Füllfederhalter üblich, zumindest im Geschäftsbereich. Da bei Eisengallustinten in Füllfederhaltern wegen der auch dort erfolgenden Oxidation des Ausgangsstoffes des Farbstoffes die Gefahr des Verstopfens bestand, war die Verwendung solcher Tinten mit etwas Pflege der Füllfederhalter verbunden.
Der einzige verbleibende große Markt für Füllfederhalter ist die Schule. Dort dominieren aus praktischen Gründen reduzierbare Farbstofftinten (z. B. königsblaue Füllertinte), die problemloser in der Handhabung und auch aus Wäsche leicht auswaschbar sind, was für Eisengallustinten nicht zutrifft.
Neben Eisengallustinten nach antiken Rezepten, die nicht für Füllfederhalter tauglich sind, gibt es nur noch wenige Hersteller, die eine solche Tinte für Füllhalter herstellen. Pelikan 4001 blau schwarz ist eine Eisengallustinte für den Gebrauch in Füllhaltern. Die Tintenmanufaktur Jansen (Markenname De Atramentis) fertigt Eisengallustinten an. Außerdem stellt das Unternehmen Rohrer & Klingner zwei füllfedertaugliche Eisengallustinten her, die jeweils eine bläuliche („Salix“) bzw. violette („Scabiosa“) Farbe haben. Zudem bietet auch noch das Unternehmen Diamine eine blauschwarze „Registrar’s Ink“ an. Diese ist ebenfalls füllfedertauglich. Die Tinte „Midnight Blue“ von Montblanc enthält in der neuen Formulierung keinen Eisengallus-Anteil mehr. Ebenfalls stellt J. Herbin noch Eisengallustinten her.
Die Eisengallustinte kann Tintenfraß verursachen und wird heutzutage nur noch für wichtige Dokumente (Dokumentenechtheit) und in der Kalligrafie verwendet.

## Rezepturen

### Amtliche Vorschrift für Urkundentinten (1912)
- In einem Liter müssen mindestens 27 g Gerbsäure und Gallussäure sowie mindestens 4 g metallisches Eisen enthalten sein. Der Maximalgehalt an Eisen darf bei o. Mengen nicht mehr als 6 g/l betragen.
- Die Tinte soll nach 14 Tagen im Glas weder Blätterbildung, noch Wandbeschlag, noch Bodensatz zeigen.
- Acht Tage alte Schriftzüge müssen nach Waschen mit Wasser und Alkohol tiefdunkel bleiben.
- Die Tinte muss leicht aus der Feder fließen und darf selbst unmittelbar nach dem Trocknen nicht klebrig sein.[10]

Eisengallustinten gelten (wenn die amtlichen Vorschriften erfüllt werden) als „urkundenecht“. Damit diese Bedingung zuverlässig erfüllt wird, sollen frische Schriftzüge nicht „abgelöscht“ werden, weil damit Tinte entzogen wird und die in die Papierstruktur eindringende Menge vermindert wird.

### Recept, gute Dinten zemachen (1716)
„Nimm 2 Maß sauber Regenwasser in ein sauberen Dintenhafen. Thu darein 18 Lod schwarzen Gallus, grob gestoßen und den Staub darvon gesiebet. Dann tu darein 8 Lod weißen Gummi. Laß wiederum drei Tage und Nächt stehen.
Alsdann tu darin 8 Lod Vitriol und 1 Lod Alaun samt einem Glas voll Essig und ein Löffel voll Salz. Rühre es wohl unter einanderen. Stelle den Hafen Sommerszeits
an die warme Sonne, im Winter aber auf einen warmen Ofentritt, vierzehn Tag lang
und alle Tage einmal umgerührt. Gibt eine ausbündig schöne schwarze Dinten.“